# Mochsogołłoch
Mochsogołłoch – osiedle typu miejskiego w Rosji, w Jakucji. W 2010 roku liczyło 6698 mieszkańców.